# Ganso-de-bico-curto

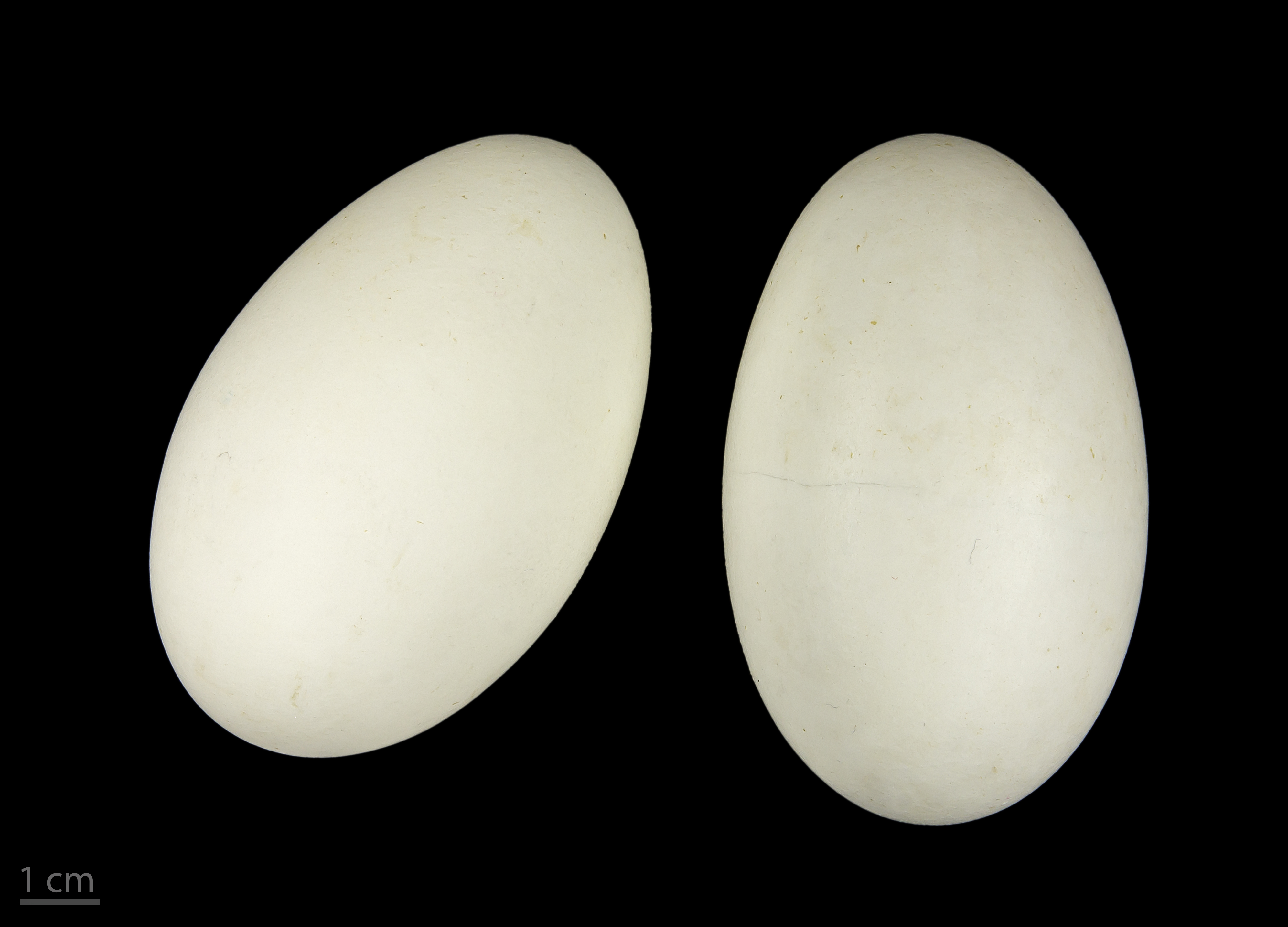
Anser brachyrhynchus - MHNT

O ganso-de-bico-curto ou ganso-de-pés-rosados  (Anser brachyrhynchus) é uma ave da família Anatidae que nidifica no Árctico, nomeadamente na Islândia e em Svalbard, e inverna na Europa central, principalmente nos Países Baixos e no Reino Unido. Em Portugal a sua ocorrência é excepcional.
A espécie é monotípica (não tem subespécies).